# Чезара
Чезара (итал. Cesara) је насеље у Италији у округу Вербано-Кузио-Осола, региону Пијемонт.
Према процени из 2011. у насељу је живело 445 становника. Насеље се налази на надморској висини од 487 м.

## Становништво
Према резултатима пописа становништва 2011. у општини је живело 598 становника.
| 1936. | 1951. | 1961. | 1971. | 1981. | 1991. | 2001. | 2011. |
| ----- | ----- | ----- | ----- | ----- | ----- | ----- | ----- |
| 730   | 704   | 749   | 788   | 684   | 579   | 606   | 598   |